# Centrodora orchelimumis
Centrodora orchelimumis är en stekelart som först beskrevs av Charles Joseph Gahan 1932.  Centrodora orchelimumis ingår i släktet Centrodora och familjen växtlussteklar. Inga underarter finns listade.